# Eudromia olsoni
Eudromia olsoni — вимерлий вид птахів родини Тинамові (Tinamidae). Вид належить до роду Eudromia або є близьким до цього роду. Птах жив у кінці пліоцену . Скам'янілості були знайдені в провінції Буенос-Айрес в Аргентині.